# Kropp
Kropp (tiếng Đan Mạch: Krop) là một đô thị thuộc huyện Schleswig-Flensburg, trong bang Schleswig-Holstein, nước Đức. Đô thị Kropp có diện tích 31,94 km², dân số thời điểm 31 tháng 12 năm 2006 là 6407 người. Đô thị này có cự ly khoảng 13 km về phía nam của Schleswig.
Kropp là thủ phủ của Amt ("đô thị chung") Kropp-Stapelholm.